# Lordosa
Lordosa ist eine Gemeinde (Freguesia) im portugiesischen Kreis Viseu. In ihr leben 1642 Einwohner (Stand 19. April 2021).